# Metacirolana basteni
Metacirolana basteni är en kräftdjursart som först beskrevs av Bruce1980.  Metacirolana basteni ingår i släktet Metacirolana och familjen Cirolanidae. Inga underarter finns listade i Catalogue of Life.